# Поляна (Кировоградская область)
Поляна (укр. Поляна) — село в Кетрисановской сельской общине Кропивницкого района Кировоградской области Украины.
До 2020 года входило в Бобринецкий район
Население по переписи 2001 года составляло 25 человек. Почтовый индекс — 27224. Телефонный код — 5257. Занимает площадь 0,251 км². Код КОАТУУ — 3520886003.